# Saba il Goto
Saba il Goto, o anche Sabbas, Sava, o Savva (334 – 372), fu un cristiano che sarebbe stato martirizzato durante il regno di Valentiniano I e di Valente. È venerato come santo dalla Chiesa cristiana ortodossa, dalle Chiese orientali antiche e dalla Chiesa cattolica.

## Agiografia
Nacque nel 334 da genitori cristiani in un villaggio nella valle del fiume Buzău, vivendo in quella che oggi è la regione nota come Valacchia, in Romania. Il suo Atto di martirio dice che era di etnia gotica e che potrebbe essere stato un cantore o un lettore della comunità religiosa locale.
Nel 371 un nobile goto iniziò una repressione del Cristianesimo nella regione in cui abitava Saba. Quando i suoi agenti giunsero al villaggio, obbligarono gli abitanti a mangiare carne pagana sacrificata. Secondo la storia i non-cristiani residenti nel villaggio aiutarono i propri concittadini sostituendo la carne sacrificata con altra carne normale. Nonostante questo Saba rifiutò di mangiarne. I concittadini lo esiliarono ma, dopo poco tempo, gli venne concesso di tornare. Quando il nobile tornò al villaggio, chiedendo se ci fossero ancora cristiani, Saba fece un passo avanti proclamando la propria fede: «Non permetto che nessuno bestemmi per conto mio. Io sono un cristiano». I concittadini dissero che si trattava di un poveruomo senza importanza. Il nobile gli rispose dicendo: «Quest'uomo non ci può fare né bene né male».
L'anno successivo (372), Saba celebrò la Pasqua con il sacerdote Sansalas. Alcuni resero pubblica la notizia e tre giorni dopo la Pasqua Atarido, figlio del re goto Rotesteo, arrivò al villaggio per arrestare Sansalas portandolo davanti alle alte autorità. Saba venne torturato sul posto, senza nessun processo. Venne trascinato nudo su cespugli spinosi, per tutto il territorio gestito dal sacerdote, tra gli alberi, ed obbligato a mangiare cibo già sacrificato agli idoli pagani. Nonostante tutto si rifiutò di mangiarne.
Il principe pagano Atanarico, in guerra contro l'imperatore romano Valente, condannò Saba a morte. Al suo arrivo, scortato dai soldati, Saba continuò a pregare il proprio dio denunciando i metodi idolatri e pagani degli avversari. Il comandante ordinò che Saba fosse gettato nel fiume Musæus, un affluente del Danubio, con una pietra attorno al collo e con il corpo legato ad un palo di legno.

## Culto
Le sue reliquie vennero conservate da san Sansala e nascoste dai cristiani finché non fu possibile spedirle in sicurezza presso l'impero romano. Qui vennero ricevute dal vescovo Ascolio di Tessalonica.
Basilio di Cesarea chiese al Dux Scythiae, Giunio Sorano, di spedirgli le reliquie del santo ed i sacerdoti della Dacia ubbidirono, spedendole a Cesarea in Cappadocia, nel 373 o 374, accompagnandole con una lettera, l'Epistola della Chiesa di Dio in Gothia alla Chiesa di Dio situata in Cappadocia e a tutte le Chiese Locali della Santa Chiesa Universale. Questa lettera è il più antico documento scritto composto in romeno e scritto in greco, probabilmente da Bretannio.
In risposta Basilio inviò due lettere indirizzate al vescovo Ascolio in cui magnificò le virtù di Saba definendolo "atleta di Cristo" e "martire per la verità". 
La ricorrenza di san Saba si festeggia nel giorno del suo martirio, il 12 aprile. La Chiesa cristiana ortodossa lo commemora come "il santo, glorioso, e vittorioso Grande-martire Saba" il 15 aprile.